# Helena Wolf

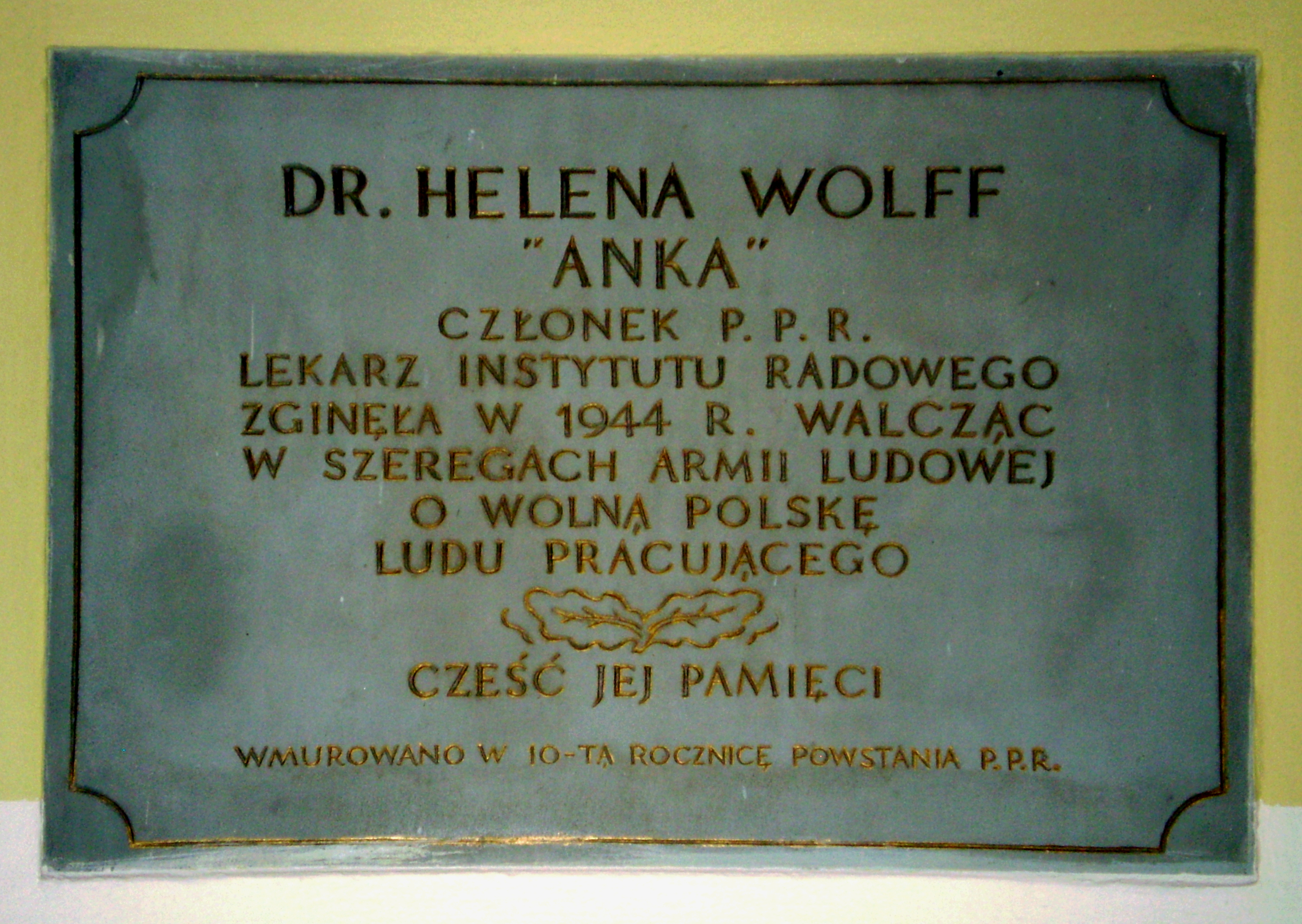
Tablica pamiątkowa w Klinice Onkologicznej (dawny Instytut Radowy)

Helena Wolf, także Helena Wolff ps. „Doktor Anka” (ur. 2 marca 1915, zm. 3 kwietnia 1944 w Brodach lub Radomiu) – polska lekarka, porucznik, żołnierz Armii Ludowej (AL), szef służby sanitarnej obwodu Radomsko-Kieleckiego AL.

## Życiorys
Po wybuchu II wojny światowej pracowała w Szpitalu św. Ducha i Szpitalu Wolskim w Warszawie. Po pewnym czasie przeniosła się poza Warszawę. W 1943 została członkinią Polskiej Partii Robotniczej i Gwardii Ludowej. Uczestniczyła w akcjach bojowych I Brygady Armii Ludowej. Informacje dotyczące jej śmierci są rozbieżne. Jedne podają, iż zginęła rozstrzelana w Brodach pod Iłżą broniąc się do momentu zranienia. Inne źródła podają, iż ranna w walce zmarła kilka dni po zranieniu w Radomiu.
Symboliczny grób znajduje się na cmentarzu ewangelicko-augsburskim w Warszawie (aleja A, grób 29). Po wojnie została awansowana do stopnia majora i odznaczona Krzyżem Grunwaldu.

## Upamiętnienie
W 1951 roku jej imieniem nazwano ulicę w Warszawie.
Od połowy lat 50. XX wieku do 1961 roku imię dr Heleny Wolf nosił Szpital Specjalistyczny Położniczo-Ginekologiczny w Sopocie. Ponadto jej imieniem nazwano szpital w Łodzi przy ulicy Łagiewnickiej, a także szpital w Krakowie przy ulicy Prądnickiej (w latach 1948–1990, obecny patron Jan Paweł II). Imię dr Anki Heleny Wolf nosi także w latach 60. XX wieku Szpital Powiatowy w Łomży (woj.podlaskie).
We wsi Brody w miejscu gdzie została ranna, a następnie wzięta do niewoli zbudowano pomnik ku jej czci ze składek PCK.